# Krásná Hora nad Vltavou
Krásná Hora nad Vltavou (en allemand : Schönberg) est une ville du district de Příbram, dans la région de Bohême-Centrale, en République tchèque. Sa population s'élevait à 1 109 habitants en 2020.

## Géographie
Krásná Hora nad Vltavou se trouve à 22 km à l'est-sud-est de Příbram et à 54 km au sud de Prague.
La commune est limitée par Zduchovice au nord-ouest, par Kamýk nad Vltavou et Svatý Jan au nord, par Vysoký Chlumec à l'est, par Petrovice et Kovářov au sud, par Klučenice au sud-ouest, et par Milešov à l'ouest.

## Histoire
La première mention écrite de la localité date de 1341.

## Transports
Par la route, Krásná Hora nad Vltavou se trouve à 20 km de Sedlčany, à 26 km à l'est-sud-est de Příbram et à 76 km au sud de Prague.